# توره دل گرکو
شهر  توره دل گرکو (به ایتالیایی: Torre del Greco) با جمعیت ۸۸٬۴۲۶ نفر  در ناحیه کامپانیا در کشور ایتالیا واقع شده‌است.